# Acontias bicolor
Espèce
Synonymes
- Typhlosaurus bicolor Hewitt, 1929

Acontias bicolor est une espèce de sauriens de la famille des Scincidae.

## Répartition
Cette espèce est endémique de l'Est du Zimbabwe.

## Description
C'est un saurien vivipare.

## Publication originale
- Hewitt, 1929 : On some Scincidae from South Afrika, Madagascar and Ceylon. Annals of the Transvaal Museum, vol. 13, p. 1-8 (texte intégral).